# Heinrich Thöne

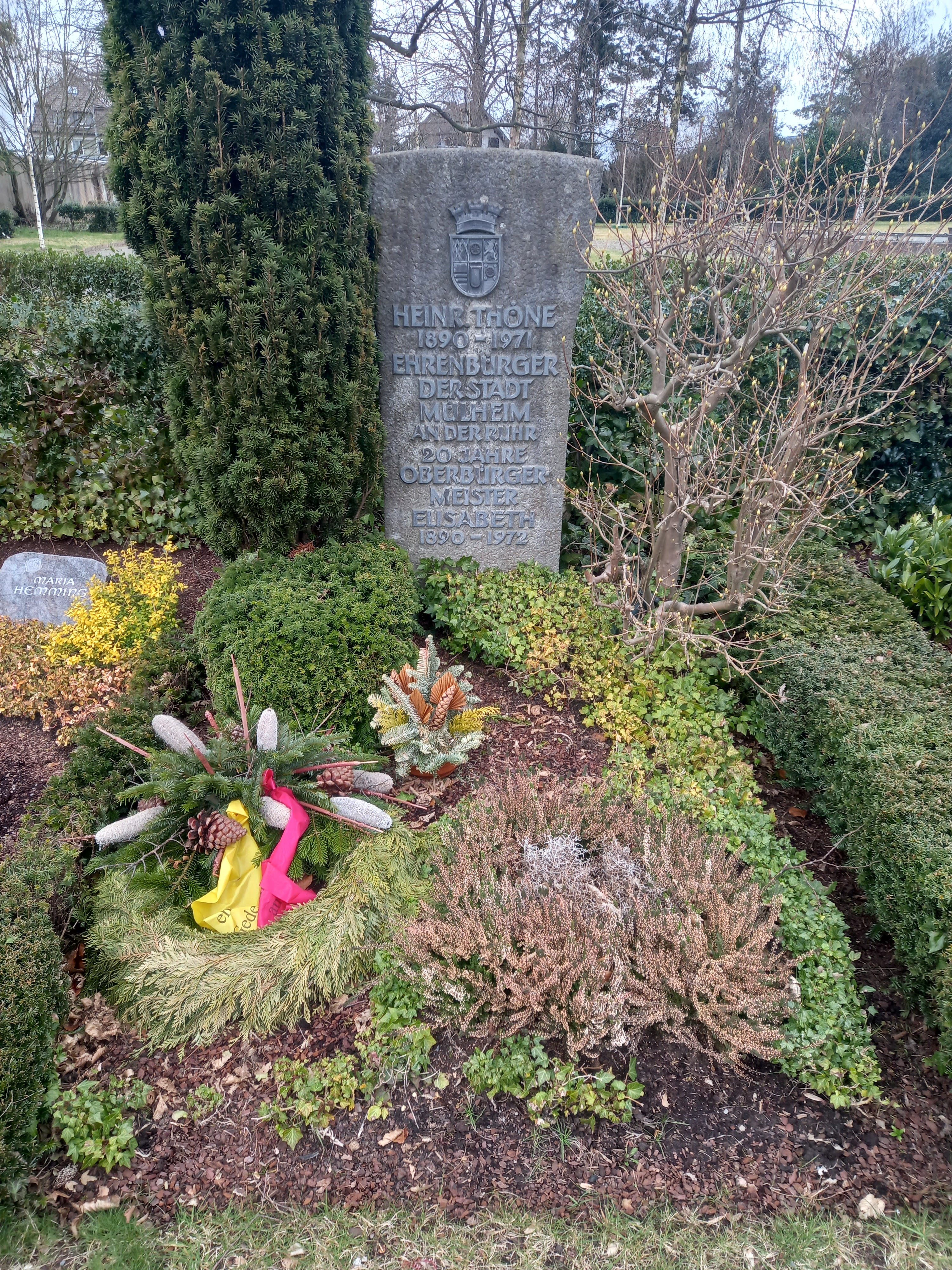
Das Grab von Heinrich Thöne und seiner Ehefrau Elisabeth auf dem Hauptfriedhof Mülheim an der Ruhr

Heinrich Thöne (* 28. November 1890 in Bocholt; † 12. Juni 1971 in Mülheim an der Ruhr) war Stadtverordneter der SPD und von 1948 bis 1969 Oberbürgermeister der Stadt Mülheim an der Ruhr.

## Leben und Wirken
Thöne wuchs als Sohn eines Zollbeamten im westfälischen Bocholt auf, wo er nach dem Besuch der Volksschule den Beruf des Formers erlernte. Im Alter von 17 Jahren wurde er Mitglied der Metallarbeitergewerkschaft, mit 23 Jahren trat er in die SPD ein. Im gleichen Jahr – 1913 – fand er eine Anstellung bei der Friedrich Wilhelms-Hütte in Mülheim an der Ruhr, wo er 1921 zum Betriebsrat gewählt wurde und später zum Vorsitzenden dieses Gremiums aufstieg. Von 1922 bis 1929 engagierte er sich als Funktionär des Metallarbeiterverbandes.
1929 wurde er zum Stadtverordneten sowie Fraktionsführer der SPD gewählt und widmete sich fortan ganz der Kommunalpolitik. Er gab seinen Beruf als Former auf und wurde Geschäftsführer des Ortsausschusses der „Freien Gewerkschaft“. Als die SPD unter seiner Führung im März 1933 den Antrag der Ehrenbürgerschaft Hitlers im Rat der Stadt ablehnte, wurden er und seine Partei von der politischen Mitwirkung ausgeschlossen. Als Gewerkschafter und SPD-Funktionär war er in den Jahren von 1933 bis 1945 ein politisch Verfolgter, wurde mehrfach inhaftiert und musste zeitweilig bei Freunden untertauchen.
Nach dem Ende des NS-Regimes war er Mitglied des Bürgerausschusses (1945) und wurde 1946 in die von der Militärregierung ernannte Stadtvertretung berufen. Am 13. Oktober 1946 (erste Kommunalwahl nach 1945) wählte man ihn zum Stadtverordneten und Fraktionsvorsitzenden der SPD. Als Bürgermeister fungierte er zunächst als Stellvertreter des damaligen Oberbürgermeisters Wilhelm Diederichs (CDU), bevor er schließlich am 18. November 1948 selbst zum Stadtoberhaupt gewählt wurde. Dieses Amt bekleidete er fünf Legislaturperioden lang und damit länger als jeder andere Mülheimer Oberbürgermeister.
Zu seinen größten Verdiensten zählen der Wiederaufbau der in Trümmern liegenden Stadt, die Erweiterung des Sport- und Freizeitangebots, sowie der Ausbau des kulturellen Lebens in Mülheim. Dem Verlust von 10.000 Arbeitsplätzen während der in Mülheim sehr früh beginnenden Montankrise begegnete er mit einer ersten Wirtschaftsförderung, die vor allem in Richtung Ausbau des Handels zielte.

## Ehrungen
- 1960: Ernennung zum Ehrenbürger der Stadt Mülheim
- 1966: Großes Verdienstkreuz der Bundesrepublik Deutschland
- 1968: Ehrenring der Stadt Mülheim
- 1968: Gründung der Heinrich-Thöne-Stiftung zur Förderung der Altenhilfe durch die Stadt Mülheim
- 1971: Benennung eines Schiffs der Weißen Flotte nach ihm
- 1979: Bezeichnung der Mülheimer Volkshochschule als Heinrich-Thöne-Volkshochschule (SEIT 2018 - AKTUELL WEGEN BAUFÄLLIGKEIT GESCHLOSSEN !)

## Weitere Quellen
- Stadtarchiv Mülheim an der Ruhr, Bestand 1550/8 (Mülheimer Persönlichkeiten)
- Stadtarchiv Mülheim an der Ruhr, Bestand 1602 (Nachlass Heinrich Thöne)
- Stadtarchiv Mülheim an der Ruhr, Bestand 2001/1/250 (Wiedergutmachungsakte Heinrich Thöne)